# Doris Pöllhuber
Doris Pöllhuber (* 19. Jänner 1975) ist eine ehemalige österreichische Judoka. Sie kämpfte für den Judoclub SK VÖEST Linz. Pöllhuber besuchte das BORG für Leistungssport in Linz. Sie war ein fester Bestandteil der österreichischen Nationalmannschaft und mehrfache österreichische Meisterin und Staatsmeisterin. Ihr größter Erfolg war der dritte Rang bei der Europameisterschaft in Birmingham 1995.

## Erfolge
- 2. Rang Torneo „Citta di Roma“ 1995 – 72 kg
- 2. Rang Junioreneuropameisterschaft 1993 – 66 kg
- 3. Rang Dutch Open ’s-Hertogenbosch 1996 – 72 kg
- 3. Rang World Masters München 1996 – 72 kg
- 3. Rang Swiss International Basel 1995 – 72 kg
- 3. Rang Europameisterschaft Birmingham 1995 – 72 kg
- 3. Rang Czech Cup Prag 1995 – 72 kg
- 3. Rang ASKÖ World Tournament Leonding 1995 – 72 kg